# Hypsugo cadornae
Hypsugo cadornae (Thomas, 1916) è un pipistrello della famiglia dei Vespertilionidi diffuso in Asia sud-orientale.

## Etimologia
L'epiteto specifico è stato dedicato dallo scopritore al generale Luigi Cadorna, già comandante in capo delle forze armate italiane, in quel periodo alleate a quelle dell'Impero britannico.

## Descrizione

### Dimensioni
Pipistrello di piccole dimensioni, con la lunghezza della testa e del corpo tra 47 e 52,5 mm, la lunghezza dell'avambraccio tra 33 e 37 mm, la lunghezza della coda tra 34 e 49 mm, la lunghezza del piede tra 6,5 e 7 mm e la lunghezza delle orecchie tra 12,5 e 15 mm.

### Aspetto
La pelliccia è corta. Le parti dorsali sono bruno-rossastre, mentre le parti ventrali sono più chiare. La base dei peli è ovunque nerastra. Le orecchie sono moderatamente grandi, larghe, triangolari e con l'estremità arrotondata. Il trago è relativamente corto, largo e leggermente angolato in avanti. Le membrane alari sono nerastre. La punta della lunga coda si estende leggermente oltre l'ampio uropatagio. Il calcar è provvisto di un lobo ridotto.

### Ecolocazione
Emette ultrasuoni a basso ciclo di lavoro sotto forma di impulsi di durata di 3,10 ± 0,77 ms, energia massima a frequenza di 38,81 ± 1,34 kHz e frequenza massima a 65,60 ± 4,89 kHz.

## Biologia

### Comportamento
Si rifugia probabilmente all'interno di grotte.

### Alimentazione
Si nutre di insetti.

## Distribuzione e habitat
Questa specie è diffusa negli stati indiani del Sikkim e West Bengal, Myanmar settentrionale ed orientale, Thailandia settentrionale, Vietnam, Laos, Cambogia nord-orientale e nella provincia cinese del Guangdong.
Vive nelle foreste secche di bambù, foreste secche di dipterocarpi ed aree disturbate fino a 1.000 metri di altitudine.

## Conservazione
La IUCN Red List, considerato il vasto areale e la popolazione presumibilmente numerosa, classifica H.cadornae come specie a rischio minimo (Least Concern)).